# Argyrophylax triangulifera
Argyrophylax triangulifera är en tvåvingeart som beskrevs av Thompson 1963. Argyrophylax triangulifera ingår i släktet Argyrophylax och familjen parasitflugor. Inga underarter finns listade i Catalogue of Life.